# Moungi Bawendi
Moungi Gabriel Bawendi (arabsky منجي الباوندي‎, Mundží al-Báwindí‎; * 15. března 1961 Paříž) je americký chemik tunisko-francouzského původu. V současnosti působí jako profesor na Massachusettském technologickém institutu. V roce 2023 získal spolu s Louisem Brusem a Alexejem Jekimovem Nobelova cenu za chemii „za objev a syntézu kvantových teček“.

## Životopis
Bawendi se narodil v Paříži ve Francii jako syn tuniského matematika Mohammeda Salaha Baouendiho. Po pobytu ve Francii a Tunisku emigroval spolu s rodinou do USA. Žili ve West Lafayette v Indianě, kde jeho otec pracoval na Purdueově univerzitě. V roce 1978 absolvoval střední školu ve West Lafayette.
V roce 1982 získal titul Bachelor of Arts na Harvardově univerzitě.

### Výzkum
V roce 1988 získal titul Ph.D. v oboru chemie na Chicagské univerzitě pod vedením Karla Freeda a Takeshiho Oky. Spolu s Freedem se věnoval teoretické fyzice polymerů a s Okou pracoval na experimentech s horkými pásy H3+.
Během postgraduálního studia pracoval v Bellových laboratořích, kde ho Louis Brus seznámil s výzkumem kvantových teček. Po ukončení postgraduálního studia pracoval s Brusem v Bellových laboratořích jako postdoktorand.
V roce 1990 nastoupil na Massachusettský technologický institut a v roce 1996 se stal profesorem. Bawendi je vůdčí osobností výzkumu a vývoje kvantových teček a v letech 2000–2010 patřil mezi nejcitovanější chemiky desetiletí.